# رامون باسكال لوندكفيست
رامون باسكال اندكفيست (بالسويدية: Ramon Pascal Lundqvist)‏ هو لاعب كرة قدم سويدي في مركز الوسط، ولد في 10 مايو 1997 في السويد. شارك مع منتخب السويد تحت 17 سنة لكرة القدم ومنتخب السويد تحت 19 سنة لكرة القدم. أما مع النوادي، فقد لعب مع نادي آيندهوفن.

## وصلات خارجية
- رامون باسكال لوندكفيست على موقع اتحاد النرويج (النرويجية)
- رامون باسكال لوندكفيست على موقع قاعدة بيانات كرة القدم.إي يو (الإنجليزية)
- رامون باسكال لوندكفيست على موقع Soccerway.com (الإنجليزية)
- رامون باسكال لوندكفيست على موقع عالم كرة القدم.نت (الإنجليزية)
- رامون باسكال لوندكفيست على موقع AS.com (الإسبانية)